# Список канадійських провінційних та територіальних символів
Це перелік символів провінцій та територій Канади. Кожна провінція та територія має унікальний набір офіційних символів.

## Провінції та території
| Назва                      | Прапор | Герб | Птах                                                                            | Тварина                                                                     | Риба                  | Квітка                       | Дерево                | Мінерал      | Девіз                                                            | Інше |
| -------------------------- | ------ | ---- | ------------------------------------------------------------------------------- | --------------------------------------------------------------------------- | --------------------- | ---------------------------- | --------------------- | ------------ | ---------------------------------------------------------------- | --- |
| Альберта                   |        |      | Пугач віргінський                                                               | Товсторіг                                                                   | Бичкова форель        | Шипшина колюча               | Сосна скручена        | Ксилоліт     | Fortis et liber (Сильний і вільний)                              | Провінційна трава: rough fescue, пісня: "Alberta", коштовний камінь: аммоліт                                            |
| Британська Колумбія        |        |      | Сизойка чорноголова                                                             | Ведмідь кермодський                                                         | Тихоокеанський лосось | Дерен тихоокеанський         | Туя велетенська       | Жад          | Splendor sine occasu (Без пишноти)                               | - |
| Манітоба                   |        |      | Сова бородата                                                                   | Степовий бізон                                                              | Судак жовтий          | Крокус прерійний             | Ялина канадська       | -            | Gloriosus et liber (Славний і вільний)                           | Провінційна трава: big bluestem, викопні: Тилозавр, ґрунт: Невадський ґрунт (Чорний ортотичний чорнозем)                |
| Нью-Брансвік               |        |      | Гаїчка світлокрила                                                              | -                                                                           | -                     | Фіалка фіолетова             | Ялиця бальзамиста     | -            | Spem reduxit (Відновлена надія)                                  | Провінційна трава: Holmesville, Нахлист                                                                                 |
| Ньюфаундленд і Лабрадор    |        |      | Іпатка атлантична (провінційний птах) Куріпка біла Куріпка полярна (дикий птах) | Лісовий карібу (Ньюфаундлендський полковий талісман) Ньюфаундлендський поні | -                     | Сарраценія пурпурова         | Ялина чорна           | Лабрадор     | Quaerite primum regnum dei (Шукайте спочатку Царства Божого)     | Гімн: "Ода Ньюфаундленду", Ньюфаундлендський триколор, Прапор Лабрадору                                                 |
| Північно-західні території |        |      | Кречет                                                                          | -                                                                           | Харіус сибірський     | Дріада восьмипелюсткова      | Модрина американська  | Золото       | -                                                                | Територіальний коштовний камінь: алмаз                                                                                  |
| Нова Шотландія             |        |      | Скопа                                                                           | Кінь остова Сейбл                                                           | Палія американська    | Глід                         | Ялина червона         | Стильбіт     | Munit haec et altera vincit (Один захищається, а інший витримує) | Вітрильний посол: Bluenose II, Тартан Нової Шотландії; ягода: лохина; викопні: Hylonomus lyelli; коштовний камінь: агат |
| Нунавут                    |        |      | Куріпка полярна                                                                 | Канадська ескімоська собака                                                 | -                     | Ломикамінь супротивнолистий  | -                     | -            | Nunavut Sanginivut (Наша земля, наша сила)                       | - |
| Онтаріо                    |        |      | Гагара полярна                                                                  | -                                                                           | -                     | Trillium grandiflorum        | Сосна Веймута         | Аметист      | Ut incepit fidelis sic permanet Як почалося, так і є)            | Гімн (неофіційний): "A Place to Stand, A Place to Grow (Ontari-ari-ari-o!)"                                             |
| Острів Принца Едварда      |        |      | Сизойка блакитна                                                                | Лисиця звичайна                                                             | -                     | Зозулині черевички безстеблі | Дуб червоний          | -            | Parva sub ingenti (Мале під захистом великого)                   | Провінційний ґрунт: Charlottetown; гімн: "The Island Hymn"                                                              |
| Квебек                     |        |      | Сова біла                                                                       | -                                                                           | -                     | Півники різноколірні         | Береза жовта          | -            | Je me souviens (Я пам'ятаю)                                      | Провінційний символ: геральдична лілія                                                                                  |
| Саскачеван                 |        |      | Тетерук манітобський                                                            | Американський олень білохвостий                                             | Судак жовтий          | Лілія філадельфійська        | Береза паперова       | Калійні солі | Multis e gentibus vires У багатьох народів сила)                 | Провінційна трава: needle-and-thread grass, фруктова емблема: Ірга вільхолиста, Викопні: Тиранозавр                     |
| Юкон                       |        |      | Крук                                                                            | -                                                                           | -                     | Зніт вузьколистий            | Ялиця пухнастонасінна | Лазуліт      | -                                                                | - |